# Xã Nicollet, Quận Nicollet, Minnesota
Xã Nicollet (tiếng Anh: Nicollet Township) là một xã thuộc quận Nicollet, tiểu bang Minnesota, Hoa Kỳ. Năm 2010, dân số của xã này là 527 người.